# Reguengo do Fetal
Reguengo do Fetal est une freguesia portugaise située dans le District de Leiria.
Avec une superficie de 29,04 km2 et une population de 2 358 habitants (2001), la paroisse possède une densité de 81,2 hab/km2.